# أولاد لفقيه (الشعراء)
أولاد لفقيه هو دُوَّار يقع بجماعة الشعراء، إقليم قلعة السراغنة، جهة مراكش آسفي في المملكة المغربية. ينتمي الدوّار لمشيخة الشعراء التي تضم 23 دوار. يقدر عدد سكانه بـ 82 نسمة حسب الإحصاء الرسمي للسكان والسكنى لسنة 2004.

## روابط خارجية
- البوابة الوطنية للجماعات الترابية
- المندوبية السامية للتخطيط